# Ricardo Martinelli
Ricardo Alberto Martinelli Berrocal, född 11 mars 1952 är en panamansk politiker och affärsman och var under perioden 2009 till 2014 Panamas president.